# Ховренко Михайло Олександрович
Михайло Олександрович Ховре́нко (рос. Михаил Александрович Ховренко; нар. 29 березня 1866, Ханкенді — пом. 24 листопада 1940, Ташкент) — російський радянський вчений-винороб, хімік; професор з 1912 року.

## Біографія
Народився 17 [29] березня 1866 року в Ханкенді (тепер Степанакерт, Нагірний Карабах, Азербайджан). 1892 року з відзнакою закінчив Московське вище технічне училище. Проходив стажування за кордоном. Після здобуття освіти працював хіміком-виноробом у «Магарачі». Читав курс хімії та аналізу вина на вищих Магарацьких курсах. Протягом 1896—1906 років спільно з учнями вивчав хімічний склад російських вин. 1906 року був заарештований за звинуваченням у революційній діяльності. У 1908 році повернувся до виноробної роботи спочатку в департамент землеробства, а з 1909 року викладачем у Московському сільськогосподарському інституті.
З 1927 року — головний винороб тресту «Узбеквино» і професор Самаркандського державного університету.  1933 року переїхав до Кіровабаду й став професором Азербайджанського сільськогосподарського інституту. У 1936 році повернувся в Узбекистан і став головним інженером-виноробом тресту «Узбеквино». 
Помер у Ташкенті 24 листопада 1940 року.

## Наукова діяльність
Запропонував термічну обробку мезги «Прийом Розенштіля-Ховренка», яка спростила технологію виробництва вин типу кагору та інших, що вимагають тривалого контакту сусла з мезгою. Ним досліджена біологічна природа хересної плівки; розпочато впровадження масового застосування теплової витримки вин з метою портвейнізації і мадеризації. Зробив внесок у розвиток виноградарства і виноробства Узбецької РСР; продовжив розпочатий Олександром Саломоном збір і підготовку матеріалів для вивчення хімічного складу російських вин і встановлення середніх норм цього складу. Автор кількох узбецьких вин, зокрема марочних — Узбекистон і Хосилот. Серед робіт:
- «Общее виноделие». — Москва, 1909;
- «Частное виноделие». — Москва, 1979;
- «К исследованию хересного брожения». — Одесса, 1925;
- «Общее состояние винодельческой промышленности и пути ее развития в СССР». — Вестник виноделия Украины, 1926, № 6, 9.

## Відзнаки, вшанування
Нагороджений орденом Трудового Червоного Прапора.
1940 року його іменем названий Самаркандський винний завод.